# Microsoft Office Picture Manager
（直译：Microsoft Office图片管理器，直译：微软图片图书馆），是在Microsoft Office 2003中引入的一个點陣圖圖像編輯器，使用到Office 2010，取代了之前的Microsoft Photo Editor。
该软件提供一些基本的图像编辑功能。为了方便图像的组织，（下文简称）包含一个快捷方式窗格，用户可以将快捷方式添加到文件夹的分层文件系统，这样就不需要为图像创建新的分类或将它们导入特定位置。允许用户在电子邮件、内部网位置或SharePoint库中共享图片。还允许直接与Excel、Outlook、PowerPoint和Word共享图像。目前，微软已终止对这一软件的支持。

## 历史
于2002年同Office 2003（当时称为Microsoft Office 11）Beta 1一起发布，包含了裁剪、红眼消除、调整大小和旋转功能。这一软件取代了之前的Microsoft Photo Editor，后者是在Office 97中引入的，并一直使用到Office XP。在2003年3月发布的Office 2003 Beta 2中，在用户向一个图片库添加多个图片时会自动打开Picture Library，同时与SharePoint集成；用户可以使用Shared Workspace任务窗格从其他Office 2003应用程序中访问相关的图片。
从到Office 2010中均有包含。从Office 2013开始，它不再包含在微软Office的版本中。微软终止了对的支持，并推荐具有数字成像功能的Microsoft 照片和Word作为替代。但是，在2009年发布的免费软件SharePoint Designer 2007中，是一个可选组件，可作为一个独立的应用程序安装。随着2013年的发布，微软更新了，以解决在Internet Explorer兼容模式处于活动状态时导致其崩溃的问题。

## 特性
的用户界面由菜单、工具栏、快捷方式面板和任务面板组成。用户可以手动向快捷方式窗格添加文件夹快捷方式，也可以通过命令用包含图像的文件夹自动填充窗格，用户不用再创建新的图像类别，或从其他位置导入图像。默认情况下，快捷方式窗格不会列出任何文件夹。图片管理器中显示的图片可以单独查看，也可以通过幻灯片或缩略图的形式查看，查看时可以放大或缩小图片。图片管理器不支持显示GIF图像动画，并且与Office XP中包含的Photo Editor一样，不支持PCX图像格式。
基本的图像编辑功能包括色彩校正、裁剪、翻转、调整大小和旋转。高级功能包括亮度、对比度、色调和饱和度调整。另外，还支持批处理、图像压缩和红眼消除等功能。自动更正（AutoCorrect）命令可以自动调整亮度、对比度和颜色。所有编辑功能都列在任务窗格中。图像可以通过插入电子文档、电子邮件或网页的选项进行压缩。编辑后，用户可以查看或丢弃未保存的更改，或选择覆盖原始图像、重命名和保存新图像，或将其导出到其他位置。用户还可以在电子邮件、内部网位置或SharePoint库中共享图像。运行Windows 2000的用户不能从应用程序中打印图像，因为该功能需要一个与Windows XP一起发布的向导。

## 与Photo Editor比较
缺少其前身Microsoft Photo Editor的一些图片编辑功能，包括图像浮雕、图像降噪、RGB伽玛校正选项、模糊和不锐化掩蔽功能。另外，的以下效果，并不提供：、Negative、Posterize、Stained Glass、和Watercolor。也不能从数码相机或扫描仪来创建新图像。微软表示，该功能是Windows XP中的文件资源管理器自带的，用户不需要导入图像来管理它们。
微软发布了如何重新安装照片编辑器的说明。从历史上看，从Office 95升级到Office 97出现的的取代Microsoft Imager时，也出现过类似的情况。